# Оита, Коити
Коити Оита (яп. 種田 孝一, 9 апреля 1914, Бункё, Токио — 11 сентября 1996, Бункё) — японский футболист.

## Клубная карьера
На протяжении своей футбольной карьеры выступал за клуб Токийского университета.

## Карьера в сборной
В 1936 году сыграл за национальную сборную Японии два матча. Также участвовал в Олимпийских играх 1936 года.